# Sybkowci
Sybkowci (bułg. Събковци) – wieś w Bułgarii, w obwodzie Wielkie Tyrnowo, w gminie Elena. W 2024 roku liczyła 2 mieszkańców.